# Forrest Smithson
Forrest Custer Smithson (Portland, 26 de septiembre de 1884 - Condado de Contra Costa, 24 de noviembre de 1962) fue un atleta y campeón olímpico de EE. UU.
Smithson era un estudiante de teología en la Universidad Estatal de Oregon y fue campeón de los 110 mc / barrera en 1907 y 1909. En los Juegos Olímpicos de Londres 1908, participó en la prueba, ya que no era un favorito. El deporte no se jugó tan duro como la pista de hoy, pero sobre todo en una línea marcada en el césped del estadio olímpico. Sólo los atletas estadounidenses llegaron a la final, que se jugó en el último día de los Juegos. Smithson derrotó a sus compatriotas favoritos John Garrels y Arthur Shaw (plata y bronce) y ganó la carrera con un nuevo récord mundial de 15s0, el primero reconocido oficialmente por la IAAF.

## La leyenda de la Biblia
Durante años funcionó una historia peculiar del mundo, por el hecho de Smithson ganó la carrera llevaba una biblia en la mano izquierda, para protestar por la decisión de los organizadores para llevar a cabo un domingo, un día santo de la reunión del sábado, seguido fielmente en los Estados Unidos los más religiosos.
Sin embargo, nada de esto carrera clasificatoria o incluso la final se jugó el domingo, no la historia fue publicada en ningún periódico. La leyenda "Olympic" sobre Smithson, probablemente proviene de la fotografía publicada en el informe oficial de estos juegos, en la que aparece saltando una barrera con una Biblia en sus manos, que habrían sido tomadas durante la final. Este argumento, sin embargo, resultó ser falsa, ya que la foto fue planteado y la evidencia no fue disputado el domingo, sino el sábado. La corrida en los días domingos eran bastante inusual en Gran Bretaña en ese momento.